# Bérgyilkosék
A Bérgyilkosék (eredeti cím: Killers) 2010-ben bemutatott amerikai akcióvígjáték, melyet Robert Luketic rendezett. A főbb szerepekben Ashton Kutcher és Katherine Heigl látható.
Az Amerikai Egyesült Államokban 2010. június 4-én mutatták be a mozikban. Mérsékelt bevételi sikert aratott, de a kritikusok nagyon negatívan fogadták. Kutcher alakításáért megkapta a legrosszabb férfi főszereplő járó Arany Málna díjat (szintén 2010-es Valentin nap című filmjével megosztva).

## Cselekmény
Spencer Aimes bérgyilkos, aki a kormánynak dolgozik, külföldi országokban végrehajtva küldetéseit. Nizzában kapja legújabb megbízatását, ahol megismerkedik Jen Kornfeldt számítógépes szakemberrel és egymásba szeretnek. Később összeházasodnak, Spencer pedig felhagy veszélyes munkájával.
Három évvel később Jen és Spencer harmonikus házaséletet élnek, mindketten hétköznapi munkát végeznek. Születésnapján Spencer képeslapot kap régi főnökétől, Holbrooktól, aki egy új szerződéses munkát akar ráerőltetni. Jen apja, Mr. Kornfeldt észreveszi ezt a képeslapot és gyanakodni kezd, amikor Spencer közli vele, azt a régi főnöke küldte, aki még mindig rendszeresen küld neki ünnepi üzeneteket. Spencer nem sokkal később holtan találja Holbrookot egy hotelszobában. Megtudja, hogy 20 millió dolláros vérdíjat tűztek ki a fejére és most más bérgyilkosok is üldözik. Rá kell jönnie, az egész környezete az ő nyomában van: Jen és ő hajszál híján megmenekülnek a gyilkossági kísérletek elől, amelyeket állítólagos barátja és munkatársa, Henry, annak titkárnője, Vivian, Henry felesége, Olivia és Jen legjobb barátnője, Kristen követ el. Jen, aki most már nem tudja, bízhat-e egyáltalán Spencerben a leleplezett múltja után, időközben megtudja, hogy terhes. 
Jen és Spencer is meglátogatja Mr. Kornfeldt-et és megtudják tőle, ő volt az, aki a gyilkosokat Spencerre szabadította. Valaha ő maga is bérgyilkos volt és ő helyezte el az alvó ügynököket Spencer és Jen köré, arra az esetre, ha Spencert újra aktiválná a régi főnöke. Mr. Kornfeldt ismerte Holbrookot, akiről tudta, hogy korrupt, így Spencer akaratlanul a rossz oldalnak dolgozott. Spencernek sikerül meggyőznie Mr. Kornfeldtet, hogy az egész csak egy félreértés volt és vége a régi munkájának. Jen úgy dönt, Spencerrel marad, a család pedig kibékül.
A film végén Spencer elaltatja fiát a gyerekszobában Jennel és a szüleivel. Miután mindenki elhagyta a szobát, kiderül, a gyerekágy lézeres védőrendszer alatt áll.

## Szereplők
| Színész          | Szerep                     | Magyar hang         |
| ---------------- | -------------------------- | ------------------- |
| Ashton Kutcher   | Spencer Aimes              | Nagy Ervin          |
| Katherine Heigl  | Jen Kornfeldt              | Mezei Kitty         |
| Tom Selleck      | Mr. Kornfeldt              | Sörös Sándor        |
| Catherine O’Hara | Mrs. Kornfeldt             | Borbás Gabi         |
| Katheryn Winnick | Vivian                     | Majsai-Nyilas Tünde |
| Kevin Sussman    | Mac Bailey                 | Kisfalusi Lehel     |
| Lisa Ann Walter  | Olivia Brooks              | Várkonyi Andrea     |
| Casey Wilson     | Kristen                    | Peller Anna         |
| Rob Riggle       | Henry                      | Anger Zsolt         |
| Martin Mull      | Holbrook                   | Barbinek Péter      |
| Alex Borstein    | Lily Bailey                | Sági Tímea          |
| Usher            | Kevin, a menedzser (cameo) |                     |

## Fogadtatás

### Bevételi adatok
A 75 millió dolláros költségvetésből készült film a harmadik helyen nyitott az amerikai mozikban, a Shrek a vége, fuss el véle és a Felhangolva mögött. Az észak-amerikai jegypénztáraknál 47 millió, a többi területen 51,1 millió dolláros bevételt ért el. Összbevétele így 98,1 millió dollár lett.

### Kritikai visszhang
A Rotten Tomatoes weboldalon a film 111 kritika alapján mindössze 10%-on áll. A szöveges értékelés szerint „egyhangú, sablonos és híján van a szereplők közti kémiának – a Bérgyilkosék egy olyan akcióvígjáték, mely jórészt sem izgalmat, sem nevetést nem tud kiváltani”.

## Fordítás
- Ez a szócikk részben vagy egészben  a   Killers (2010 film) című angol Wikipédia-szócikk fordításán alapul.  Az eredeti cikk szerkesztőit annak laptörténete sorolja fel. Ez a jelzés csupán a megfogalmazás eredetét és a szerzői jogokat jelzi, nem szolgál a cikkben szereplő információk forrásmegjelöléseként.